# ドリフトシティ
ドリフトシティ(Drift City)（旧称及び韓国名 Skid Rush(スキッドラッシュ：스키드러쉬)）は、韓国NPLUTO社開発(2016年5月現在、著作権表示はMasang Softとなっている)多人数プレイ型アクションゲーム。種類としてはMMORPGに属する。

## リリース状況と名称
2023年4月3日現在､韓国語版の｢Skid Rush｣と英語版の｢Drift City Remastered｣がプレイ可能である。
日本ではアラリオ社の運営により2008年より開始し、2021年4月30日をもってサービス終了した。
日本仕様は2009年7月30日のアップグレードで『ドリフトシティ・ブースト』とタイトル名の変更が行われたが、2011年11月24日のアップデートを以て『ドリフトシティ・エボリューション』へと更なるタイトル変更が行われた。
なお、アメリカ・ドイツ、台湾、タイにおいても展開されており、2011年4月6日にサービス終了した韓国仕様の名称は「スキッドラッシュ」、台湾名は「極速快車手」である。タイ名は「DriftSTREET」である。
2025年に入ると｢SKIDRUSH : Drift City｣の名称でMasang SoftによるSteam版の登場が予告されており、ティザー画像･動画では車種的にも変わったところではキア・ボンゴダブルキャブやテスラ・サイバートラック、果ては大型トラックのヒュンダイ・エクシエント25.5トンダンプがモチーフと思しき新規車種が追加されている。

## あらすじ
ある時(韓国版公式では2007年)、人類最後のエネルギー資源、ミトロンが太平洋の真ん中にある無人島で発見された。この通称"ミトロン島"(正式名:エマリオン島)には都市やO.M.D.(Organization for Mittron Development - ミトロン開発連合)という国境を越えた政府組織が作られ、島は急速な発展を遂げた。
しかし、謎の暴走自動運転車"HUV（エイチ・ユー・ヴイ…High-tech Unmanned Vehicle - ハイテク無人車）"が出現。HUVは島のあらゆる場所を暴走してミトロン採掘や市民生活を脅かしており､ときに負傷者まで生じさせる始末。しかしミトロン島では武器の使用が条約により禁じられているため、銃火器を使っての検挙が出来ない。一計を案じた政府のジェイソン局長は、世界中から腕に覚えのあるドライバーを集め、自車を衝突させてHUVを検挙するOMDドライバー（＝プレイヤー）に任命し、HUVの制圧を狙う。
かくして多くのドライバー達が金と名誉を求めミトロン島に集結した。
しかしプレイヤーがOMDドライバーとしての経験を積み重ねていくなか､現状に疑問を感じた先輩ドライバーのユキは実力派ドライバーを集めTeam ROOの結成を宣言｡第4都市｢オロス｣ではプレイヤーもROOメンバーとして活動していくことになるが､その中でユキとROOの正体､そして誰がなぜHUVを作っていたのかが明かされていく。それらを知ったプレイヤーは､その上で重大な選択を迫られる。OMDドライバーに戻るのか､それともこれからもROOメンバーであり続けるのか-----。

### あらすじ（NEO）
ヤコブ総帥が何者かに暗殺され、さらに世界連合がOMD政府に対して挑発をしてきた。
これを重く見たジェイソン総裁代理はNEO OMD政府を樹立した。
だが、NEO政府樹立から1年後、世界連合とNEO政府とのエネルギー問題は解決されず、それどころか世界連合から対外封鎖令によりミトロン島は孤立していった。
ある年の4月3日、ミトロン戦争が開戦。その後、数か月間、砲撃によりミトロン島は廃墟と化してしまった。

## 主な登場人物
ジェイソン･グリーン局長
OMDドライバーを招集した人物。HUVの撲滅を狙う。
ダフィ教官（ダフィじいさん）
OMDドライバーを監督する教官。プレイヤーにバトルなどのレクチャーをしてくれる。
NEOでは廃墟と化したネオオロスで未来へ来たプレイヤーにエリおばさんがいる避難場所へ導く。
ヤン
プレイヤーの先輩であり良き兄貴分。ユキに憧れている。
ユキ
OMDでもトップクラスの実力を持つ女性ドライバー。後に「Team ROO」を結成する。
ブラントン
ミトロン島に住む科学者。HUVを作ったのは彼ではないかという疑惑をもたれている。
タティアナ
先住民族が住む町「アンダーシティ」の管理者。アンダーシティに跋扈するHUV撃退を依頼してくる。
アイコ(Remastered：Heather)
OMD警察の女性警官。パトロールの手伝いを依頼してくる。
ありぃ
トライスのキャンペーンガール。新都市トライスのチラシを配る手伝いをする期間限定イベントのキャラクター。
エリナ（エリおばさん）
オペレーター。クエストの報酬を受け取るときや、無線でミッションを受けることもできる。
NEOでは荒廃したネオオロスでもオペレーターを務めている。
リエ
オペレーター。主にデイリーミッションを受けるとき、クリアしたときの報酬をもらうときに登場する。
マット
トライスのエージェント。トライスで急増するHUVへの対策のため、プレイヤーに接触する。
アリス
マットの同僚でオペレータ。トライスでの任務をサポートする。
未来少女アリー
未来からやってきた少女。30年後ではプレイヤーがミトロン島を救った英雄とされ、プレイヤーを30年後の荒廃したミトロン島へ導く。
MITA500販売員
獲得経験値/ミト50%UP(1日3本まで購入でき、最大150%UP)の効果がある謎のエナジードリンク｢MITA500｣(日本名･ミトリタンD)を販売する神出鬼没な怪しいおじさん。購入すると車体に巨大な瓶を背負う格好となるが、その瓶のデザインはVita500、韓国版ではバッカスDのような見た目となっている。

### ステーションスタッフ
- ムーンパレス
  - 1.リム(♂)
  - 2.バネッサ(♀)
  - 3.ハルナ(♀)(RM:Yuni)
  - 4.ワン(♂)

- コイノニア
  - 1.カイラ(♀)
  - 2.デュラン(♂)
  - 3.ティナ・キム(♀)
  - 4.ケネス(♂)

- クラス
  - 1.エラ(♀)
  - 2.ユジン(♀)
  - 3.ジェリー(♂)
  - 4.マサト(♂)(RM:Tae-Soo)

- オロス
  - 1.ROOポスト・・・カスミ(♀)
  - 2-A.ROO本部・・・ユキ(♀)
  - 2-B.OMDステーション1・・・ロバート(♂)

## ゲームシステム
プレイヤーは政府組織「OMD」の一ドライバーとなり、町を自らの運転する車で回りながらクエスト（OMDの任務）やHUVの撃退、物品の配達など様々な仕事をこなしたり、時には他プレイヤーとの交流・バトルをするなど、車で出来るあらゆる要素が詰まっている。
車を強化・チューンアップするパーツはゲーム内の架空通貨「ミト」で購入するほか、インターネットキャッシュ（リアルマネー）の一つである「リオコイン」にて購入することも出来る。

料金システムとしてはアイテム課金方式をとっており、基本的には無料で楽しむことが出来る。但し一部のドレスアップパーツや高級なチューニングパーツ・一部の車両などは有料で販売されており、それらはリオコインにて購入する必要がある。
2011年11月24日にNEOクエストが追加され、30年後のミトロン島が舞台となるクエストが追加された。

## 舞台
ミトロン島には4つの都市があり、レベルによって活動範囲が異なる。
- 第1都市 ムーンパレス(Moonpalace)
  - 政府庁舎などのある都市。最初のステージだけに、道幅も広い。
- 第2都市 コイノニア(Koinonia)
  - 港湾・工業都市。外周の道幅は広いが工業地帯の道は狭い。
- 第3都市 クラス(Cras)
  - 山岳都市で、アップダウンが激しい。峠のようなセクションもあり一部プレイヤーはよく走りに来る。
- 第4都市 オロス(Oros)…2008年7月末、日本仕様に実装。
  - Team ROOの本部がある荒野地帯。起伏はあまりないが、道幅の差がかなり大きいうえ、都市の印象に反してコーナーが多い。ちなみに、宇宙研究センター、最高裁、解体屋[6]、ドライバー博物館といった施設もある。
- 第5都市 トライス・・・2009年夏、日本仕様に実装。
  - 台北101をはじめとした台北市を連想させる街であり、台湾仕様では台北とされている。
  - 当初未知なる都市（仮称）として2009年6月、バトルマップのみ試用開始。新たに発見されたミトロン島とは全く異なる島で、観光扱いとなるクエスト、及びバトルゾーンコースとして以外ではクルマのランクとプレイヤーレベルを一定以上にし、上陸許可を得なければ入ることが出来ない。
  - 道幅は比較的広く、直角コーナーが多い。幹線道路は中央分離帯で仕切られている箇所が多いが、これをまたいで走ることができる部分も多数ある。バトルコースは障害物が多数設置されているのが特徴で、接触すると画面に液体がぶちまけられて視界が遮られ、車が一瞬コントロール不能になるオイル缶などが置かれている。
- ネオオロス・・・2011年11月24日実装
  - ミトロン戦争により荒廃したオロス。
- アンダーシティ(Undercity)
  - OMDによって秘密にされていた、ミトロン島先住民族の居住区。現在、ムーンパレス・コイノニア・クラスに設定されている。

なおこの島には｢OMDドライバー税｣なるものが存在し､コイノニア第2ステーションでのミッション(HUVによる傷病者の搬送)において､搬送先の病院の女医が｢傷病者がOMDドライバーの搬送により助かる度､同税に意義がある｣という旨の発言をしている。

## ゲーム進行
ステーション(OMD)/ROOポスト/ROO本部におけるメニューは以下の通りである。
- 1.クエスト(OMD)/シークレットミッション(ROO)
  - それぞれのチームから課せられる課題をこなす。
- 2.クイックサービス(OMD)/タイムアタック(ROO)
  - タイムアタックモード。前者は宅配便である。タイムによって金、銀、銅のメダルを獲得できる。
- 3.バトルゾーン
  - 他プレイヤーとのバトルを行う。車やプレイヤーのレベルによってランクが分けられている。
- 4.ミトロンチャージ
  - 減った燃料（ミトロンエネルギー）を補給する。
- 5.秘密基地入場
  - 各種ショップやバトルゾーン、ガレージといった施設が一体となった秘密基地に入場する。
- ステーション近く。アイコのお願い(OMD)/レイコのお願い(ROO)
  - 街中を巡回するパトロール(OMD)/偵察(ROO)ミッション。決められたポイントを通過することにより経験値が貯まり、また多くの場合50ヶ所通過するごとにチューニングパーツが獲得出来る。

## マシンチューニング&カスタム
- ゲーム内で使用される通貨には二つある。
  - ミト…ゲーム内の通貨で、パーツやミトロン燃料、車両など基本アイテム類は大抵これで購入可能。
  - リオコイン…いわゆるリアルマネー。エアロパーツや特殊カラーなどの適用、車両くじ（対象車種は後述）購入、便利アイテムの購入などに用いられる。

- ゲーム内では自車のチューニングやカスタムが可能である。
- 基本的にパーツはエンジン・ミッション・ボディ・ブースターの4ジャンルで、大きくノーマル（緑）、スーパー（青）、ハイパー（赤）、そしてロストテクノロジーによって製作されたロスト（黄）でランク分けがなされている。

これらのパーツはパーツショップやフリーマーケットにおいてミトで購入するだけではなく、
- 「アイコ/レイコのお願い」（パトロール/偵察ミッション）の報酬
- 一部「クイックサービス」（宅配便）での成績によるボーナス

と言う形でも入手できる。但しこれらで受け取れるパーツはプレイヤーのレベルよりもパーツの要求レベルが高く、すぐには使えない場合が多い。
- また、ロストパーツに関してはアンダーシティミッションでの報酬(及びフリーマーケットによる転売品の購入)でのみ入手可能となっている。

また、ユーザーがハイレベルになってくると
- 一般車やHUVと衝突（アイテムが受け取れることがある）
- コンボを達成

と言った場合に低レベルのパーツが支給されたりすることもある。
- ドレスアップカスタムではミトでオールペン、バイナルグラフィックス、ネオン管などの装着が可能。リオコイン（リアルマネー）アイテムとしてはエアロパーツ、ホイール、ブースター(アフターファイヤー)カラー変更などがある。
- また自作ステッカーの貼り付けも可能で、この機能を利用して作った痛車やカーアクション映画・レースゲーム登場車両・レーシングカー・ラリーカー・HUV車両などのレプリカが相当数存在する。しかしステッカーそのものをミトで購入した後にステッカーコーティング剤をリオコインで買わなければならないためにコーティング剤の値下げや無料（ミト）化を求める声が散見された（コーティング剤は期限ありの上価格は30日分で500円を超え、本作中のリオコインアイテムの中でも比較的高額な部類であった）が、2010年4月15日の定期メンテナンスにて、当該アイテム他一部リオコインアイテムがミトアイテム化された。[7]

## 車両リスト
本ゲームではメーカーからのライセンスを得られておらず全て架空の名称となっているが、実在の市販車をモデルとしている。（括弧内にデザインのモデルとなった実在の車を併記する）
※なお、韓国語版、英語版においてはクライスラー（2008年11月10日現在）車が多数実名で登場しており、Mitron DTwo→Dodge Viper SRT10、OMD Sporty→ダッジ・キャリバーのように架空の名称から実際の名称に修正された例も存在する。
※Elmario Atokaを除く
ここでのクラス優先順位は
Remastered→日→韓→米→タイの順番である。

クラス欄のN/Aは未実装車、?は実装有無不明、VNはクラス不明である。

条件欄は以下のとおり。
- ミト→ミトのみで購入可能
- CP→所定のクーポンが必要
- ガチャ→DCガチャ(下記)限定車
- くじ→課金くじ(下記)限定車
- その他→これらに当てはまらない条件がある
- ?→入手条件不明

| 車両                                                          | RM クラス | 入手 条件 | JP クラス | 入手 条件 | KR クラス | 入手 条件 | US クラス | 入手 条件 | TH クラス | 入手 条件 | NOTES |
| Mitron Widowmaker (ポルシェ・911(901))                        | V1        | CP        | ?         | ミト      | ?         | 不明      | ?         | 不明      | ?         | 不明      | |
|                                                               | V1        | ミト      | ?         | ?         | ?         | 不明      | ?         | 不明      | ?         | 不明      | |
| OMD Goat (ポンティアック・GTO)                                | V1        | EV        | V1        | EV        | ?         | 不明      | ?         | 不明      | ?         | 不明      | JP：Elmario名義。2010年9月15日(水)メンテナンス終了 - 10月20日(水)メンテナンス開始まで、イベントに参加すると入手できる期間限定マシン。 |
|                                                               | V1        | ミト      | V1        | ミト      | V1        | 不明      | V1        | 不明      | V1        | 不明      | |
|                                                               | V1        | ミト      | V1        | ミト      | V1        | 不明      | V1        | 不明      | V1        | 不明      | |
|                                                               | V1        | ミト      | V1        | ミト      | V1        | 不明      | V1        | 不明      | N/A       | 不明      | |
|                                                               | V1        | ミト      | V1        | ミト      | V1        | 不明      | V1        | 不明      | N/A       | 不明      | JP ：何故かリアのエンブレムが｢Ironia｣ではなく｢Randol｣になっている。海外名称？ |
|                                                               | V1        | ミト      | V1        | ミト      | V1        | 不明      | V1        | 不明      | N/A       | 不明      | US/KR：キャリバーとして登場 |
| OMD Lupin (フィアット・500)                                   | V1        | ミト      | VN        | その他    | ?         | 不明      | ?         | 不明      | ?         | 不明      | JP：2010年11 - 12月に行われたイベントで配布された。 RM以外：Mitron名義 |
|                                                               | V1        | ミト      | VN        | その他    | ?         | 不明      | ?         | 不明      | ?         | 不明      | 日本：入手条件不明 |
|                                                               | V1        | ミト      | N/A       | ミト      | ?         | 不明      | ?         | 不明      | ?         | 不明      | |
|                                                               | V1        | EV        | N/A       | ミト      | ?         | 不明      | ?         | 不明      | ?         | 不明      | RM：クーポン入手条件不明 |
|                                                               | V2        | ミト      | ?         | ミト      | ?         | 不明      | ?         | 不明      | ?         | 不明      | |
|                                                               | V2        | ミト      | ?         | ミト      | ?         | 不明      | ?         | 不明      | ?         | 不明      | |
|                                                               | V2        | CP        | ?         | ミト      | ?         | 不明      | ?         | 不明      | ?         | 不明      | |
|                                                               | V2        | CP        | V2        | ミト      | V2        | 不明      | V2        | 不明      | V1        | 不明      | RM：ドリフト1000回 |
|                                                               | V2        | CP        | V2        | ミト      | V2        | 不明      | V2        | 不明      | N/A       | 不明      | RM：Reckless(逆走)60分 |
|                                                               | V2        | ミト      | V2        | ミト      | V2        | 不明      | V2        | 不明      | N/A       | 不明      | |
|                                                               | V2        | ミト      | V2        | ミト      | V2        | 不明      | V2        | 不明      | N/A       | 不明      | |
|                                                               | V2        | CP        | V2        | CP        | VN        | 不明      | VN        | 不明      | VN        | 不明      | JP：クエスト中に獲得できる。 |
|                                                               | V2        | ミト      | VN        | ガチャ    | ?         | 不明      | ?         | 不明      | ?         | 不明      | |
|                                                               | V2        | CP        | VN        | その他    | ?         | 不明      | ?         | 不明      | ?         | 不明      | 日本：入手条件不明 RM：ストーリーモード消化で支給 |
| Elmario Dajiban (ダッジ・ラムバン 3代目)                      | V2        | ミト      | N/A       | ミト      | ?         | 不明      | ?         | 不明      | ?         | 不明      | |
| Elmario Samaa (日産･『ケンメリ』スカイライン 2ドア)           | V2        | ミト      | N/A       | ミト      | ?         | 不明      | ?         | 不明      | ?         | 不明      | |
| Koino Eleven (トヨタ・カローラレビン AE110系後期)             | V2        | CP        | N/A       | ミト      | ?         | 不明      | ?         | 不明      | ?         | 不明      | RM：ドリフト45000回 |
| Mitron Fervor (ランボルギーニ・カウンタック)                  | V2        | EV        | 注釈      | 注釈      | N/A       | 不明      | N/A       | 不明      | N/A       | 不明      | JP： 入手条件1 - 2010年9月15日(水)メンテナンス終了 - 10月20日(水)メンテナンス開始まで、イベントに参加すると入手できる期間限定マシン。(V2クラス) 入手条件2 - STくじのみの販売 |
| Koino Lucid (トヨタ・アルテッツァ)                            | V3        | ミト      | ?         | ミト      | ?         | 不明      | ?         | 不明      | ?         | 不明      | |
| Koino Spear (三菱・ランサーエボリューションⅢ)                 | V3        | CP        | ?         | ミト      | ?         | 不明      | ?         | 不明      | ?         | 不明      | RM：デリバリー3000回 |
| Mitron Vice (フェラーリ・テスタロッサ)                        | V3        | ミト      | ?         | ミト      | ?         | 不明      | ?         | 不明      | ?         | 不明      | |
| Moonpalace Muse (ルノー・クリオSport V6 Ph2)                  | V3        | CP        | ?         | ミト      | ?         | 不明      | ?         | 不明      | ?         | 不明      | RM：Skill Pass(アクロバット走行)500回 |
|                                                               | V3        | ミト      | V3        | ミト      | V1        | 不明      | V1        | 不明      | V1        | 不明      | RM：EK系3ドアに変更するエアロキットがある。 |
| Elmario Birdie RTI (フォルクスワーゲン・ゴルフV GTI)          | V3        | ミト      | V3        | ミト      | V1        | 不明      | V1        | 不明      | N/A       | 不明      | RM以外：OMD名義 |
|                                                               | V3        | CP        | V3        | ミト      | V3        | 不明      | V3        | 不明      | V1        | 不明      | RM：ジャンプ7500回 |
|                                                               | V3        | CP        | V3        | ミト      | V3        | 不明      | V3        | 不明      | N/A       | 不明      | RM：ドライブ時間180分 |
| MoonPalace Monza (アルファロメオ・8C2300)                     | V3        | ミト      | VN        | ガチャ    | ?         | 不明      | ?         | 不明      | ?         | 不明      | JP：2010年8月、Fateに代わり発売開始 2010年12月からシステム変更により販売を再開。 |
| OMD Cityman (トヨタ・2000GT)                                  | V3        | ミト      | VN        | くじ      | ?         | 不明      | ?         | 不明      | ?         | 不明      | RM以外：Mitron名義 |
| OMD Laptor (ランチア・デルタ)                                 | V3        | ミト      | VN        | ガチャ    | ?         | 不明      | ?         | 不明      | ?         | 不明      | JP：Elmario名義 |
| Mitron Maxi (BMW-Mini Cooper-S)                               | V3        | ミト      | VN        | CP        | VN        | 不明      | V4        | 不明      | V2        | 不明      | JP：ドリフト1000回達成 |
| Koino Retro (ユーノス・ロードスター)                          | V3        | CP        | N/A       | ミト      | ?         | 不明      | ?         | 不明      | ?         | 不明      | RM：アクロバット走行3000回 |
|                                                               | V3        | ミト      | N/A       | N/A       | 不明      | 不明      | 不明      | 不明      | 不明      | 不明      | |
|                                                               | V3        | EV        | VN        | ガチャ    | ?         | 不明      | ?         | 不明      | ?         | 不明      | RM:入手条件不明 |
| Mitron DOne (ダッジ・バイパー 初代)                           | V4        | ミト      | ?         | ミト      | ?         | 不明      | ?         | 不明      | ?         | 不明      | |
| OMD Bullitt (フォード・マスタング 初代)                       | V4        | CP        | ?         | ミト      | ?         | 不明      | ?         | 不明      | ?         | 不明      | RM：ジャンプ10000回 |
|                                                               | V4        | ミト      | V4        | ミト      | V4        | 不明      | V4        | 不明      | V2        | 不明      | |
|                                                               | V4        | CP        | V4        | ミト      | V4        | 不明      | V4        | 不明      | V2        | 不明      | RM：コンボ14000回 |
|                                                               | V4        | ミト      | V4        | ミト      | V4        | 不明      | V4        | 不明      | V2        | 不明      | RM以外：Ellmario名義 |
| Elmario 321Z (日産・フェアレディZ S30 2seater)                | V4        | ミト      | VN        | ガチャ    | ?         | 不明      | ?         | 不明      | ?         | 不明      | |
| Koino Horizon (日産・スカイラインGT-R BNR32)                  | V4        | ミト      | VN        | その他    | ?         | 不明      | ?         | 不明      | ?         | 不明      | JP：入手条件不明 RM以外：OMD名義 |
| Mitron Fate (フェラーリ・250テスタロッサ)                     | V4        | ミト      | VN        | ガチャ    | ?         | 不明      | ?         | 不明      | ?         | 不明      | JP：2010年4月、Hunterに代わり発売開始 2010年12月からシステム変更により販売を再開。 |
| OMD Coppelia (日産・シルビア S15)                             | V4        | ミト      | VN        | くじ/SPL  | ?         | 不明      | ?         | 不明      | ?         | 不明      | JP：2周年記念レンタカーで配布されたのち、課金くじにて実装 RM：ヴァリエッタ化するエアロキットが存在する。 |
| OMD Geinius (ホンダ・NSX 初代前期)                            | V4        | CP        | VN        | その他    | ?         | 不明      | ?         | 不明      | ?         | 不明      | 日本：2010年5/20～6/20の間の限定車。リオコインアイテム購入1万円でIDひとつにつき1回のみ獲得することが可能。 RM：アクロバット走行1500回 |
| Elmario Monster (ダッジ・ラム モンスタートラック仕様)         | V5        | CP        | V5        | 注釈      | V4        | 不明      | V4        | 不明      | V5        | 不明      | RM：アンダーシティミッション10回達成 JP：アンダーシティミッション10回達成で無料クーポン |
|                                                               | V5        | ミト      | V5        | ミト      | V5        | 不明      | V5        | 不明      | V3        | 不明      | |
|                                                               | V5        | CP        | V5        | ミト      | V5        | 不明      | V5        | 不明      | V5        | 不明      | RM：バトル300回 |
| Moonpalace MPM7 (プジョー・207)                               | V5        | ミト      | V5        | ミト      | N/A       | 不明      | V5        | 不明      | ?         | 不明      | |
| Mitron Razor (BMW・M3 E46クーペ)                              | V5        | ミト      | VN        | その他    | ?         | 不明      | ?         | 不明      | ?         | 不明      | 日本：入手条件不明 |
| Moonpalace Inferno (日産・スカイライン GT-R BCNR33)           | V5        | ミト      | VN        | その他    | ?         | 不明      | ?         | 不明      | ?         | 不明      | 日本：入手条件不明 |
| OMD SR13 (ホンダ・S2000)                                      | V5        | CP        | VN        | ガチャ    | ?         | 不明      | ?         | 不明      | ?         | 不明      | RM：Chase(HUV検挙)850回 |
| Koino Serpens (シェルビー・コブラ)                            | V5        | ミト      | VN        | 注釈      | ?         | 不明      | ?         | 不明      | VN        | くじ      | JP：デイリーミッションクリアで取得できるミッショントークン10枚と交換で、くじ（この車のみ、くじの名称が「宝箱」となっている）を1つ取得できる。なお、初期グレードはくじ開封時にV1 - V4の間でランダムに決定のはずだったが、2010年4月のアップデート以降はV1に固定されている模様。 RM以外：Elmario名義 |
| Koino Unlimit (デーヴ・G2X)                                   | V5        | CP        | VN        | くじ      | V5        | 不明      | V5        | 不明      | V3        | 不明      | JP：2010年9月より販売 RM：HUV検挙1000回 |
| Koino Rotary (マツダ・RX-7 FD (Ph.5))                         | V5        | CP        | VN        | CP        | VN        | 不明      | VN        | 不明      | V3        | 不明      | KR：JP比で速度と加速の数値が逆となっている。 JP：HUV検挙回数150回達成 |
| Koino Aster (スバル・インプレッサ GC8 22B)                    | V5        | ミト      | N/A       | ミト      | ?         | 不明      | ?         | 不明      | ?         | 不明      | |
| Koino Brick (ボルボ・240 エステート)                          | V5        | ミト      | N/A       | ミト      | ?         | 不明      | ?         | 不明      | ?         | 不明      | |
| Mitron Urban (ホンダ・シビック FDセダン)                      | V6        | ミト      | ?         | ミト      | ?         | 不明      | ?         | 不明      | ?         | 不明      | |
| Elmario Warrior (ダッジ・チャージャー 3代目)                  | V6        | ミト      | V6        | ミト      | V6        | 不明      | V6        | 不明      | V4        | 不明      | US/KR：チャージャーとして登場 |
|                                                               | V6        | CP        | V6        | ミト      | V6        | 不明      | V6        | 不明      | V4        | 不明      | RM ：デリバリー250回 |
|                                                               | V6        | ミト      | V6        | ミト      | V6        | 不明      | V6        | 不明      | V4        | 不明      | |
|                                                               | V6        | CP        | V6        | ミト      | V6        | 不明      | V6        | 不明      | V5        | 不明      | RM：バトル600回 |
| Elmario Atoka (本作品の完全オリジナルデザイン)                | V6        | ミト      | V6        | ミト      | V6        | 不明      | V6        | 不明      | N/A       | 不明      | 本作品の完全オリジナルデザイン |
| Elmario Lightning (ポルシェ・ケイマン S)                      | V6        | ミト      | VN        | くじ      | ?         | 不明      | ?         | 不明      | N/A       | 不明      | |
| Koino Cielo (日産・スカイライン GT-R BNR34)                   | V6        | CP        | VN        | CP        | VN        | 不明      | VN        | 不明      | V4        | 不明      | 日本：バトル500回達成 RM：HUV検挙500回 |
| Elmario USR (アウディ・RS4)                                   | V6        | CP        | VN        | CP        | VN        | 不明      | N/A       | 不明      | N/A       | 不明      | 日本：ジャンプ2000回達成 RM：コンボ80000回 |
| Moonpalace Tiger (アルファロメオ・スパイダー)                 | V7        | CP        | V7        | ミト      | V7        | 不明      | V7        | 不明      | V3        | 不明      | RM：ドリフト3万回" |
| Moonpalace Myth (サーブ・9-5)                                 | V7        | ミト      | V7        | ミト      | V7        | 不明      | V7        | 不明      | V4        | 不明      | |
| Elmario Snake (フォード・マスタング)                          | V7        | CP        | V7        | ミト      | V7        | 不明      | V7        | 不明      | V5        | 不明      | シェルビー GT500 スーパー・スネーク '07 RM：逆走300分 |
| Elmario Solo (ジャガー・Sタイプ)                              | V7        | ミト      | V7        | ミト      | V7        | 不明      | V7        | 不明      | V5        | 不明      | |
| Koino Solution (トヨタ・ハリアー XU30)                        | V7        | CP        | V7        | ミト      | V7        | 不明      | V7        | 不明      | N/A       | 不明      | RM ：ジャンプ5000回 |
| OMD Shark (レクサス・LFA)                                     | V7        | ミト      | VN        | その他    | ?         | 不明      | ?         | 不明      | ?         | 不明      | JP：2010年7月発売の「レッツゴー夏袋（L）」の景品の1つとして収録。グレードはV7に固定されている。 |
| Koino Fondo X (三菱・ランサーエボリューションX)               | V7        | ミト      | VN        | くじ      | V5        | 不明      | V5        | 不明      | N/A       | 不明      | JP：2010年9月より販売 |
| Mitron Duel (ブガッティ・ヴェイロン)                          | V7        | CP        | VN        | くじ      | V7        | 不明      | V7        | 不明      | N/A       | 不明      | RM：コンボ250万回 |
| OMD Spirit (プロト・スピラ)                                   | V7        | ミト      | VN        | くじ      | V7        | 不明      | V7        | 不明      | N/A       | 不明      | JP：2009年4月16日販売終了 |
| Moonpalace Romeo (ロータス・エリーゼ 111R)                    | V7        | ミト      | VN        | CP        | VN        | 不明      | N/A       | 不明      | N/A       | 不明      | JP：ドリフト回数30000回達成 |
| Mitron FS40 (フェラーリ? 車種不明)                            | V7        | CP        | N/A       | ミト      | ?         | 不明      | ?         | 不明      | ?         | 不明      | |
| Mitron Silhouette (ランボルギーニ? 車種不明)                  | V8        | ミト      | ?         | ミト      | ?         | 不明      | ?         | 不明      | ?         | 不明      | |
| Moonpalace Evolve (車種不明)                                  | V8        | ミト      | ?         | ミト      | ?         | 不明      | ?         | 不明      | ?         | 不明      | |
| OMD Tagar (車種不明)                                          | V8        | ミト      | ?         | ミト      | ?         | 不明      | ?         | 不明      | ?         | 不明      | |
| Moonpalace Seven (BMW・7シリーズ)                             | V8        | ミト      | V7        | ミト      | V8        | 不明      | N/A       | 不明      | N/A       | 不明      | RM以外：Mitron名義 |
| Mitron Aria (メルセデス・ベンツ・SL)                          | V8        | CP        | V8        | ミト      | V8        | 不明      | V8        | 不明      | V4        | 不明      | RM：ドライブ時間6000分 |
| Elmario Indigo (シボレー・コルベット C6)                      | V8        | ミト      | V8        | ミト      | V8        | 不明      | V8        | 不明      | V6        | 不明      | |
| Koino Dew (マセラティ・クーペ)                                | V8        | ミト      | V8        | ミト      | V8        | 不明      | V8        | 不明      | V6        | 不明      | JP：Elmario名義 |
| Elmario Tyrant (ハマー・H3)                                   | V8        | ミト      | V8        | ミト      | V9        | 不明      | V9        | 不明      | V7        | 不明      | |
| OMD Winner (フォード・GT)                                     | V8        | ミト      | VN        | くじ      | ?         | 不明      | ?         | 不明      | ?         | 不明      | JP：2010年10月、SHADOWに代わり発売開始 RM以外：Elmario名義 |
| Mitron LEO (BMW・6シリーズ E63)                               | V8        | ミト      | VN        | くじ      | V7        | 不明      | V5        | 不明      | V5        | 不明      | JP：2009年4月16日販売終了 |
| Mitron UR-E3 (アウディ・R8)                                   | V8        | ミト      | VN        | くじ      | V9        | 不明      | V6        | 不明      | V6        | 不明      | JP：2009年4月16日販売終了 RM以外：Elmario名義 |
| Mitron D-Two (ダッジ・バイパー 2代目)                         | V8        | CP        | VN        | CP        | VN        | 不明      | VN        | 不明      | V6        | 不明      | US/KR：バイパーSRT10名義 台湾：バイパーGTS名義 。 JP：バトル2000回達成 |
| Mitron Ruby (BMW・Z8)                                         | V8        | CP        | VN        | CP        | VN        | 不明      | VN        | CP        | V6        | 不明      | JP/RM：クイックサービス1000回達成 |
| Moonpalace G-Lux (メルセデス・ベンツ・Gクラス)                | V8        | ミト      | N/A       | ミト      | ?         | 不明      | ?         | 不明      | ?         | 不明      | RM以外：Mitron名義 |
| OMD F327 (フォード・Fシリーズ 12代目SVTラプター)              | V9        | CP        | ?         | ミト      | ?         | 不明      | ?         | 不明      | ?         | 不明      | RM：全ストーリークリアクーポン |
| Moonpalace Natura (ポルシェ・カレラGT)                        | V9        | ミト      | V9        | ミト      | V9        | 不明      | V9        | 不明      | V5        | 不明      | JP/KR/US/TH：Mitron名義 JP：当初はGM及びサービス開始1周年記念プレゼント車のみだった |
| Mitron Utopia (メルセデス・ベンツ・SLRマクラーレン)           | V9        | ミト      | V9        | ミト      | V9        | 不明      | V9        | 不明      | N/A       | 不明      | |
| Moonpalace Torrero (マイバッハ・62)                           | V9        | CP        | V9        | ミト      | V9        | 不明      | V9        | 不明      | N/A       | 不明      | JP/KR/US/TH：Mitron名義 RM：バトル2000回 クラスの第4ステーションにV6だがTOREROに乗れるクエストがある。また、NEOへ行くミッションで、ヤゴブ総帥の遺影を乗せた同車[11]を運転するクエストがある。 |
| Elmario LEOPARD (ケーニグセグ・CCR)                           | V9        | ミト      | VN        | くじ      | ?         | 不明      | ?         | 不明      | ?         | 不明      | |
| Mitron Hunter (パガーニ・ゾンダ)                              | V9        | ミト      | VN        | ガチャ    | ?         | 不明      | ?         | 不明      | ?         | 不明      | JP：2010年3月、SHADOWに代わり発売開始 2010年12月からシステム変更により販売を再開。 |
| Mitron Murago (ランボルギーニ・ムルシエラゴ)                  | V9        | ミト      | VN        | ガチャ    | ?         | 不明      | ?         | 不明      | ?         | 不明      | |
| OMD Sora GT (日産・GT-R R35)                                  | V9        | CP        | VN        | くじ      | ?         | 不明      | VN        | 不明      | VN        | 課金くじ  | RM：バトル3000回 |
| Mitron Gigas (ランボルギーニ・ディアブロGT)                   | V9        | CP        | VN        | CP        | VN        | 不明      | VN        | 不明      | N/A       | 不明      | クラスの第3ステーションに自分のクラスに合ったGigasに乗れるクエストがある。 JP：アクロバット走行50000回達成 RM：コンボ150万回 |
| Koino Panda GT (トヨタ・86 ZN6)                               | V9        | CP        | N/A       | ミト      | ?         | 不明      | ?         | 不明      | ?         | 不明      | |
|                                                               | N/A       | 未実装    | V2        | ミト      | V1        | 不明      | V1        | 不明      | N/A       | 不明      | |
| Elmario Bit (オペル・コルサ)                                  | N/A       | 未実装    | V2        | ミト      | N/A       | 不明      | N/A       | 不明      | V1        | 不明      | |
|                                                               | N/A       | 未実装    | V3        | ミト      | V3        | 不明      | V3        | 不明      | N/A       | 不明      | |
| Moonpalace MPM CC (プジョー・206 CC)                          | N/A       | 未実装    | V3        | ミト      | V4        | 不明      | V4        | 不明      | N/A       | 不明      | |
|                                                               | N/A       | 未実装    | V4        | ミト      | V4        | 不明      | V4        | 不明      | N/A       | 不明      | |
| Moonpalace Freedom (ジープ・コンパス)                         | N/A       | 未実装    | V4        | ミト      | V4        | 不明      | V4        | 不明      | N/A       | 不明      | JP：コイノニアにおいて同車を運転するクエストが存在する。 US/KR：コンパスとして登場。 |
|                                                               | N/A       | 未実装    | V4        | ミト      | V5        | 不明      | V5        | 不明      | N/A       | 不明      | US/KR：PTクルーザーとして登場 |
| Moonpalace Invention (ランドローバー・ディスカバリー)         | N/A       | 未実装    | V5        | ミト      | V3        | 不明      | V3        | 不明      | N/A       | 不明      | |
| Elmario Jupiter (フォルクスワーゲン・シロッコ)                | N/A       | 未実装    | V6        | ミト      | ?         | 不明      | ?         | 不明      | ?         | 不明      | |
| Mitron Runner-R (RUF・CTR3)                                   | N/A       | 未実装    | V6        | ミト      | ?         | 不明      | ?         | 不明      | ?         | 不明      | |
|                                                               | N/A       | 未実装    | V6        | ミト      | ?         | 不明      | ?         | 不明      | V2        | 不明      | |
|                                                               | N/A       | 未実装    | V6        | ミト      | V6        | 不明      | N/A       | 不明      | N/A       | 不明      | KR：Moonpalace名義 |
| OMD Linner (日産・エッセンス)                                 | N/A       | 未実装    | V6        | ミト      | V6        | 不明      | N/A       | 不明      | N/A       | 不明      | |
| Koino Deluxe (アキュラ・MDX)                                  | N/A       | 未実装    | V7        | ミト      | V7        | 不明      | N/A       | 不明      | N/A       | 不明      | |
| Elmario Harmony (クライスラー・300C)                          | N/A       | 未実装    | V8        | ミト      | V8        | 不明      | V8        | 不明      | NA        | 不明      | KR/US：300Cとして登場 |
| Mitron Vega (メルセデス・ベンツ・Mクラス)                     | N/A       | 未実装    | V8        | ミト      | V8        | 不明      | N/A       | 不明      | N/A       | 不明      | |
| Mitron Nevera (フェラーリ・エンツォフェラーリ)                | N/A       | 未実装    | V9        | ミト      | V9        | 不明      | V9        | 不明      | V7        | 不明      | |
| Mitron Cross (AstonMartin V12 Vanquish)                       | N/A       | 未実装    | V9        | ミト      | V9        | 不明      | N/A       | 不明      | N/A       | 不明      | |
| Elmario ALLIED (フォード・GPW)                                | N/A       | 未実装    | VN        | ガチャ    | ?         | 不明      | ?         | 不明      | ?         | 不明      | JP：限定車。2011年4月20日 - 2011年5月18日まで販売の「2011 GWパッケージ」の中身の一つ。後にガチャで購入可。 |
| Elmario Imagine (BMW・i8)                                     | N/A       | 未実装    | VN        | ガチャ    | ?         | 不明      | ?         | 不明      | ?         | 不明      | |
| Elmario Mitea (マツダ・ロードスターNC)                        | N/A       | 未実装    | VN        | ガチャ    | ?         | 不明      | ?         | 不明      | ?         | 不明      | |
| Elmario Ponica (シボレー・カマロ)                             | N/A       | 未実装    | VN        | ガチャ    | ?         | 不明      | ?         | 不明      | ?         | 不明      | |
| Elmario Rosso (フェラーリ・F50)                               | N/A       | 未実装    | VN        | ガチャ    | ?         | 不明      | ?         | 不明      | ?         | 不明      | |
| Elmario SHADOW (ランボルギーニ・レヴェントン)                 | N/A       | 未実装    | VN        | ガチャ    | ?         | 不明      | ?         | 不明      | ?         | 不明      | JP：2010年のアップデートをもって販売終了、その後2010年9月から1ヶ月販売。 2010年12月からシステム変更により販売を再開。 |
| Elmario Skylark (ポンティアック・ソルスティス)                | N/A       | 未実装    | VN        | くじ      | ?         | 不明      | ?         | 不明      | ?         | 不明      | |
| Elmario Tamer (マクラーレン・F1)                              | N/A       | 未実装    | VN        | くじ      | ?         | 不明      | ?         | 不明      | ?         | 不明      | |
| Koino Cantata (ダイハツ・コペン 初代)                         | N/A       | 未実装    | VN        | ガチャ    | ?         | 不明      | ?         | 不明      | ?         | 不明      | |
| Koino CIELO X-MAS (日産・スカイラインGT-R BNR34)              | N/A       | 未実装    | VN        | その他    | ?         | 不明      | ?         | 不明      | ?         | 不明      | JP：クリスマス限定のマシン V6CIELOのバランスタイプ 速度が低い ドリフトシティのプレイヤーからは弱体化版CIELOと呼ばれることもある。 |
| Koino G-Frog (ジープ・レネゲード)                             | N/A       | 未実装    | VN        | ガチャ    | ?         | 不明      | ?         | 不明      | ?         | 不明      | |
| Koino Honour (トヨタ･クラウン S200系アスリート)               | N/A       | 未実装    | VN        | その他    | ?         | 不明      | ?         | 不明      | ?         | 不明      | JP：入手条件不明 |
| Koino RAPIDO Sport (スズキ・スイフト 3代目Sport)              | N/A       | 未実装    | VN        | ガチャ    | ?         | 不明      | ?         | 不明      | ?         | 不明      | |
| Mitron AXIS (フォルクスワーゲン･キューベルワーゲン)           | N/A       | 未実装    | VN        | ガチャ    | ?         | 不明      | ?         | 不明      | ?         | 不明      | |
| Mitron eco (キア・ポップ)                                     | N/A       | 未実装    | VN        | ガチャ    | ?         | 不明      | ?         | 不明      | ?         | 不明      | |
| Mitron EX-Aero (マイバッハ・エクセレロ)                       | N/A       | 未実装    | VN        | ガチャ    | ?         | 不明      | ?         | 不明      | ?         | 不明      | |
| Mitron Mento (ランボルギーニ・セストエレメント)               | N/A       | 未実装    | VN        | ガチャ    | ?         | 不明      | ?         | 不明      | ?         | 不明      | |
| Mitron Natura GTR (ポルシェ・カレラGT)                        | N/A       | 未実装    | VN        | その他    | ?         | 不明      | ?         | 不明      | ?         | 不明      | JP：「ざくぽん福袋」(2009年12月28日より販売が開始)より入手可能。以前イベントで1年以上経過したIDを対象に入手可能だったMitron Naturaとは性能が異なる。 |
| Mitron Trio (メルセデス・ベンツ・Cクラス)                     | N/A       | 未実装    | VN        | くじ      | ?         | 不明      | ?         | 不明      | ?         | 不明      | |
| MoonPanace PANZER (車種不明)                                  | N/A       | 未実装    | VN        | その他    | ?         | 不明      | ?         | 不明      | ?         | 不明      | JP：入手条件不明 |
| OMD Aqua (ホンダ・NSX 2代目(アキュラNSXコンセプト))           | N/A       | 未実装    | VN        | ガチャ    | ?         | 不明      | ?         | 不明      | ?         | 不明      | |
| OMD BONITO (日産・マーチ K12 5ドア)                           | N/A       | 未実装    | VN        | その他    | ?         | 不明      | ?         | 不明      | ?         | 不明      | JP：入手条件不明 |
| OMD Compact (ダイハツ・ムーヴコンテ)                          | N/A       | 未実装    | VN        | CP        | ?         | 不明      | ?         | 不明      | ?         | 不明      | JP：クイックサービス500回達成 |
|                                                               | N/A       | 未実装    | VN        | その他    | ?         | 不明      | ?         | 不明      | ?         | 不明      | JP：6周年記念限定車。 |
| OMD Dominator (雙龍・ムッソー(2代目)/レクストンスポーツ)      | N/A       | 未実装    | VN        | ガチャ    | ?         | 不明      | ?         | 不明      | ?         | 不明      | |
| OMD GRACE (ジャガー・C-X75)                                   | N/A       | 未実装    | VN        | ガチャ    | ?         | 不明      | ?         | 不明      | ?         | 不明      | |
| OMD ICINCO (キア・K5)                                         | N/A       | 未実装    | VN        | その他    | ?         | 不明      | ?         | 不明      | ?         | 不明      | JP：入手条件不明 |
| OMD NOBLE (トヨタ・アリスト JZS161)                           | N/A       | 未実装    | VN        | ガチャ    | ?         | 不明      | ?         | 不明      | ?         | 不明      | |
| OMD PANDA-2 (トヨタ・FT-86)                                   | N/A       | 未実装    | VN        | その他    | ?         | 不明      | ?         | 不明      | ?         | 不明      | JP：限定車。2010年12月22日 - 11年2月2日まで発売の「ネオ福袋(L)」の中身の一つ |
| OMD Rewinder (デロリアン・DMC-12)                             | N/A       | 未実装    | VN        | その他    | ?         | 不明      | ?         | 不明      | ?         | 不明      | 入手条件不明 |
|                                                               | N/A       | 未実装    | VN        | その他    | ?         | 不明      | ?         | 不明      | ?         | 不明      | JP：入手条件不明 |
|                                                               | N/A       | 未実装    | VN        | その他    | ?         | 不明      | ?         | 不明      | ?         | 不明      | JP：入手条件不明 |
|                                                               | N/A       | 未実装    | VN        | その他    | ?         | 不明      | ?         | 不明      | ?         | 不明      | JP：入手条件不明 |
| OMD WAVE (マツダ・風籟)                                       | N/A       | 未実装    | VN        | ガチャ    | ?         | 不明      | ?         | 不明      | ?         | 不明      | |
| Mitron Three-B (フォーミュラ3 (スリーボンド仕様))             | N/A       | 未実装    | VN        | その他    | ?         | 不明      | ?         | 不明      | ?         | 不明      | JP：限定車。F3のレーシングチーム「ThreeBond」とのタイアップイベント車両。2011年12月22日(木)メンテナンス後 - 2012年1月4日(水)23:59までに一度でもログインしたキャラクター全員に配布。 |
| Elmario Boxy (日産・キューブ 輸出仕様車(左ハンドル))          | N/A       | 未実装    | VN        | くじ      | ?         | 不明      | ?         | 不明      | N/A       | 不明      | 顔がZ12型（3代目）、リアがZ11型（2代目）の変則的な仕様。 |
| Mitron Gunfire (クライスラー・クロスファイア)                 | N/A       | 未実装    | VN        | くじ      | V5        | 不明      | V5        | 不明      | N/A       | 不明      | JP：2009年4月16日販売終了 US/KR：クロスファイアとして登場 |
| Moonpalace CoMoDo (アウディ・TT)                              | N/A       | 未実装    | VN        | CP        | V6        | 不明      | V6        | 不明      | V3        | 不明      | JP：クイックサービス100回達成 |
| Mitron Puma (ベントレー・コンチネンタルGT)                    | N/A       | 未実装    | VN        | くじ      | V9        | 不明      | N/A       | 不明      | N/A       | 不明      | |
| Mitron MIRAGE (フェラーリ・458イタリア)                       | N/A       | 未実装    | VN        | その他    | VN        | 不明      | VN        | 不明      | VN        | 不明      | JP：2011年8月24日 - 2011年9月21日で期間限定販売している「ミトロンBIG4パッケージ」の景品アイテムで入手できるマシン。 |
| Mitron Prime (ピータービルト・モデル379)                      | N/A       | 未実装    | VN        | その他    | VN        | 不明      | VN        | 不明      | VN        | 不明      | JP：2011年8月24日 - 2011年9月21日で期間限定販売している「ミトロンBIG4パッケージ」の景品アイテムで入手できるマシン。 |
| Mitron SWIPE (シボレー・コルベット・スティングレイコンセプト) | N/A       | 未実装    | VN        | その他    | VN        | 不明      | VN        | 不明      | VN        | 不明      | JP：2011年8月24日 - 2011年9月21日で期間限定販売している「ミトロンBIG4パッケージ」の景品アイテムで入手できるマシン。 |
| Koino Action (レクサス・SC UZZ40)                             | N/A       | 未実装    | VN        | CP        | VN        | 不明      | VN        | 不明      | N/A       | 不明      | JP：アクロバット15000回達成 |
| Mitron Arena (メルセデス・ベンツ・CLK-GTR Road going)         | N/A       | 未実装    | VN        | CP        | VN        | 不明      | VN        | 不明      | N/A       | 不明      | JP：バトル回数5000回達成 |
| Elmario TITAN (フォード・Fシリーズ)                           | N/A       | 未実装    | VN        | くじ      | N/A       | 不明      | V6        | 不明      | N/A       | 不明      | JP：2009年4月16日販売終了 |
| OMD Condol (大宇・マグナス)                                   | N/A       | 未実装    | N/A       | 未実装    | VN        | 不明      | VN        | 不明      | N/A       | 不明      | |
| ------------------------------------------------------------- | --------- | --------- | --------- | --------- | --------- | --------- | --------- | --------- | --------- | --------- | --- |

### 日本仕様における車両提供方法
アップデートではクーポン車、ガチャ車、くじ車を除くミト車両がすべてV1クラスに設定され、課金者の増加を見込んだとみられるが、V改造 (2%) の需要が高まる、カーオークションでの車両相場高騰、クーポン車使用者の増加などで逆効果となっている。
これを受けてか、最近のアップデートで過去のようにV1 - V9の車両が購入できるように戻された。

### 課金くじ(日本仕様)
※くじの結果により、クラスが変動。

※車両が当たる・当たらないに関係なく、他のアイテムも必ず2個入手できる。

※車両ではなく、使用期間を限定した専用エアロパーツが出現する場合もある。

### ドリフトシティガチャ(日本仕様)
2009年12月に実装された「ドリフトシティガチャ」でA・B・C・D・E・Fの6つのパーツを集めることで、「バランス型（ノーマル）」「ブースト重視（BT）」「速度重視（ST）」の3タイプの中からランダムに性格付けがされて配布される。なお、「バランス型」以外の2タイプには特殊能力が付加されている。

2010年8月のアップデートによりシステムが変更され、パーツがA・B・C・Dの4つになり、E・Fが廃止になった代わりにキーパーツが登場した。キーパーツはV1 - V8まで存在し、全てのパーツが揃っても自動では組み立てられなくなった。パーツは全てmitoで獲得できるようになった（一回20000mito）。リオコインガチャでは、車BOXが獲得できるようになり、パーツを揃えなくても車が貰えるシステムとなった。貰えるVはV4 - V8。

2010年12月のアップデートにより更にシステムが変更され、キーパーツ+A・B・C・Dのシステムは従来どおりだが、既に販売終了となった過去のガチャ車が全て貰える様になり、ガチャメニューで車種を選択出来るようになった。リオコインガチャが廃止となった代わりに、ミトガチャによるSTのV1 - V4は獲得できる確率が低くなり、V4 - V8は獲得できなくなった。従来のリオコインガチャの代わりに、STくじが登場し、当選した場合ST車のみが当たるシステムが導入された。こちらでは、V4 - V8も獲得できる。

## 問題点
様々なプレイヤーから、公式ページの掲示板やゲーム中のメッセージ画面においてバグや問題点が指摘されている。
- PCに関する問題
  - 度重なるアップデートによって、PCにかかる負担が増加する傾向が見受けられる。PCの性能が推奨スペックギリギリの場合、コースによっては画面処理が追いつかず、まともにプレイできないという症状が発生する恐れがある。これに対しアラリオでは「ドリフトシティ・ブースト」にバージョンアップ後、推奨スペックの見直しを行って新たに発表した。
  - 未だにWindows Vista以降のOSに正式に対応していない(Vistaは予期せぬ不具合があるとし、7以降に関しては全く記述がない)ため、将来的にゲームプレイが困難になる可能性がある。2010年8月に推奨モデルがドスパラから発売されたが、Windows XPの供給終了のためか早くも絶版となっている。
- バグの例
  - ・アンダーシティやラッシュタイムの挑戦時に、敵の挙動が異常なものになる（地形を無視して移動する、瞬間的に別の場所に移動するなど）
    - アンダーシティは4人(ルール上では2人以上となっているが、実際のところたった2人でクリアするのは困難であると思われる[11])のメンバーが必要な上、長ければ数十分と所要時間も長いイベントであり、終了時の報酬としてアンダーシティでしか手に入らないアイテムが配布される。前者のバグが起きた場合はクリア不能になるケースも多々あり、時間とプレイヤーを集める手間と参加料が無駄になってしまう。
    - ラッシュタイムのボスHUV撃退に於いては、標的であるボスHUVが通常の手段ではプレイヤーが入れない場所に行ってしまうため"壁抜け"の出来るプレイヤーのみが勝てるという不公平な状況になりかねない（壁抜けはバグを利用した一種のチート行為であり、非難の対象になる）。

  - ・バトルゾーンにて、自車の性能が大幅に下方修正される
    - 後者のバグは、主に他人のバトルを観戦した直後に発生しやすいとされる。特に2009年4月のアップデートで、勝率によって様々な恩恵を受けられる「レートシステム」が導入されたため、バトルでの勝利の積み重ねが非常に重要なものとなっている。
- 運営に関する問題
  - 回線落ちが頻発する状況に対し改善が見受けられない、無関係のユーザを「チートツール使用」等と誤認し、一時的にせよ永久アカウント剥奪処分（剥奪期間中の課金アイテムに対する補償は無し）にするなど、杜撰な運営内容も問題となっている。